# Rue Juliette-Récamier
Pour les articles homonymes, voir Récamier.
La rue Juliette-Récamier est une voie du 7e arrondissement de Paris.

## Situation et accès
Située dans le quartier Saint-Thomas-d'Aquin cette rue, longue de 73 mètres, est en impasse et aménagée en voie piétonne. Elle est exclusivement piétonnière, agrémentée de bacs de plantes.
Le quartier est desservi par les lignes 10 et 12 à la station Sèvres - Babylone.

## Origine du nom

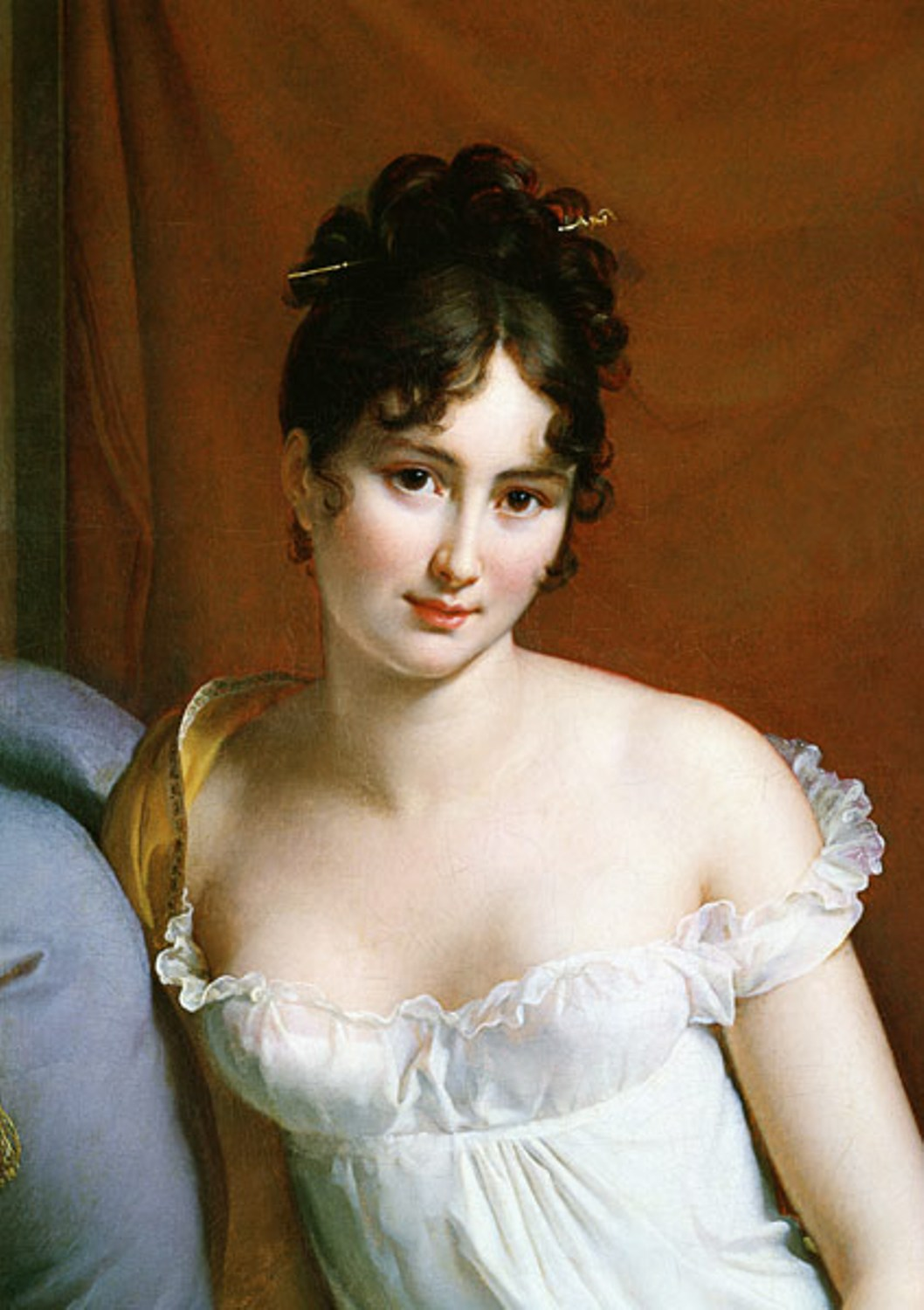
Juliette Récamier.

Elle porte le nom de Juliette Récamier (1777-1849), dite Madame Récamier, qui s'était retirée dans le couvent de l'abbaye-aux-Bois pour y terminer ses jours. 
Il existe en France d'autres rues portant le nom de Juliette Récamier, dont une à Lyon et une à Châlons-en-Champagne.

## Historique

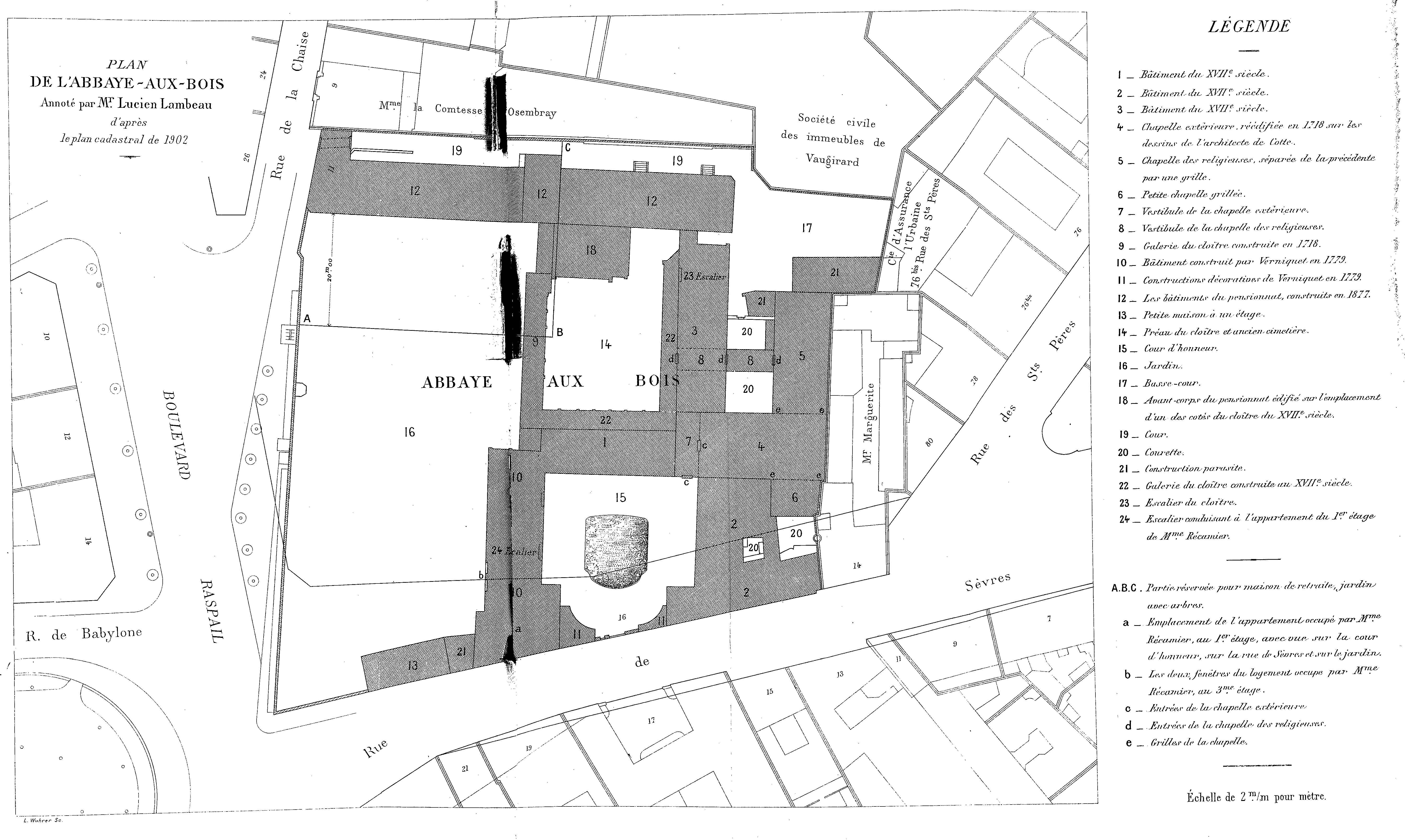
Plan de l'abbaye-aux-Bois vers 1905.

Cette rue est ouverte en 1907 sur l'emplacement du couvent de l'abbaye-aux-Bois, aujourd'hui disparu, et qui occupait l'emplacement où furent ouverts la rue et l'espace au bout de l'impasse. Cette voie a été transformée en 1972 en square, renommé en 2008 « square Roger-Stéphane ».
Il existait à Paris deux voies portant le nom de Récamier : la rue Récamier dans le 7e arrondissement, en hommage à l'écrivaine Juliette Récamier, et l'allée Récamier dans le 15e arrondissement en hommage au médecin Joseph Récamier.
En 2015, la voie du 15e arrondissement a pris le nom d'« allée Joseph-Récamier ». 
Par délibérations no 167 du Conseil de Paris, en date des 1er, 2, 3 et 4 octobre 2019, la rue Récamier devient la « rue Juliette-Récamier », dans le cadre de la mise en valeur des voies parisiennes portant un nom de femme,,.

## Bâtiments remarquables et lieux de mémoire

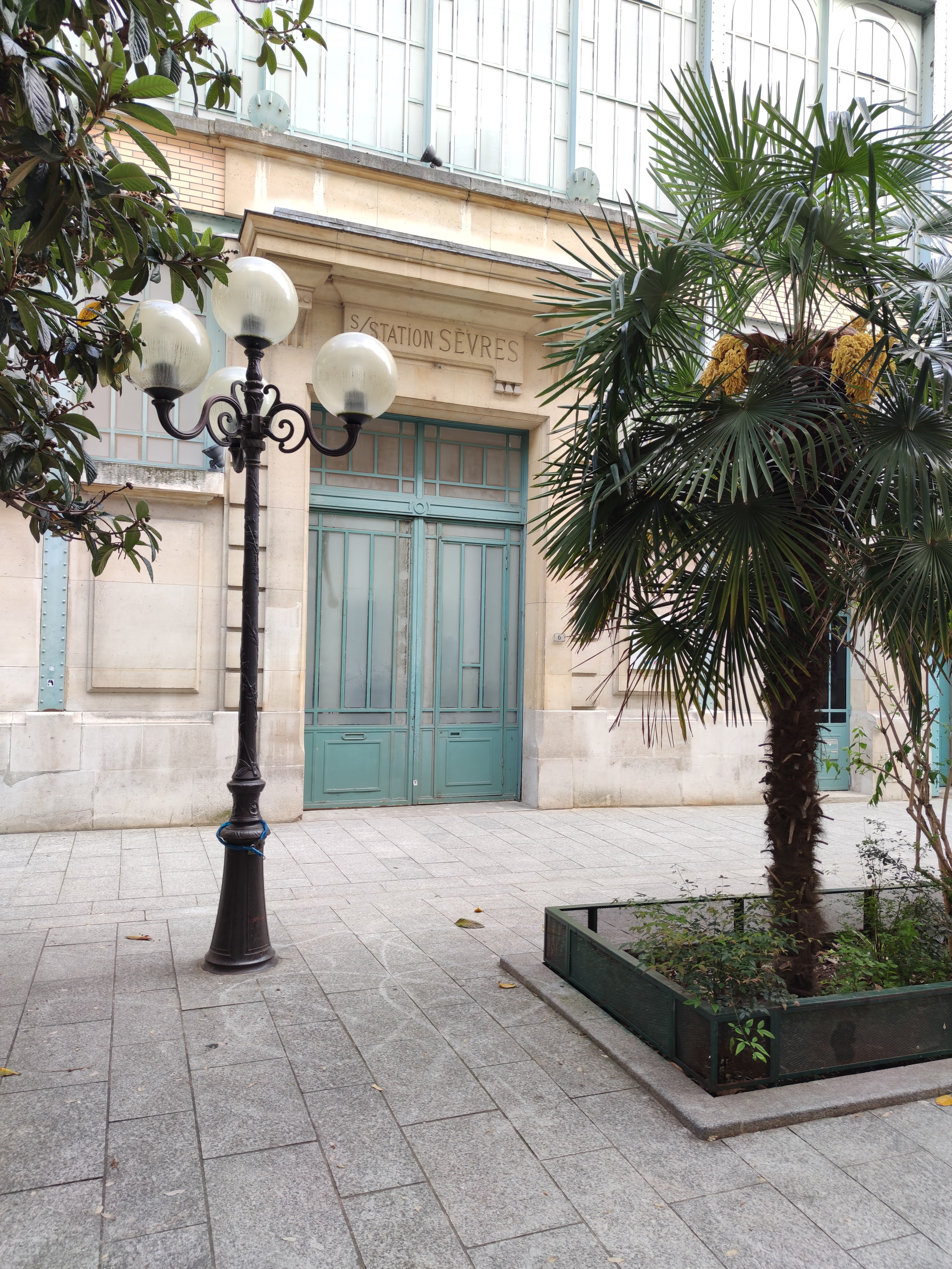
No 6.

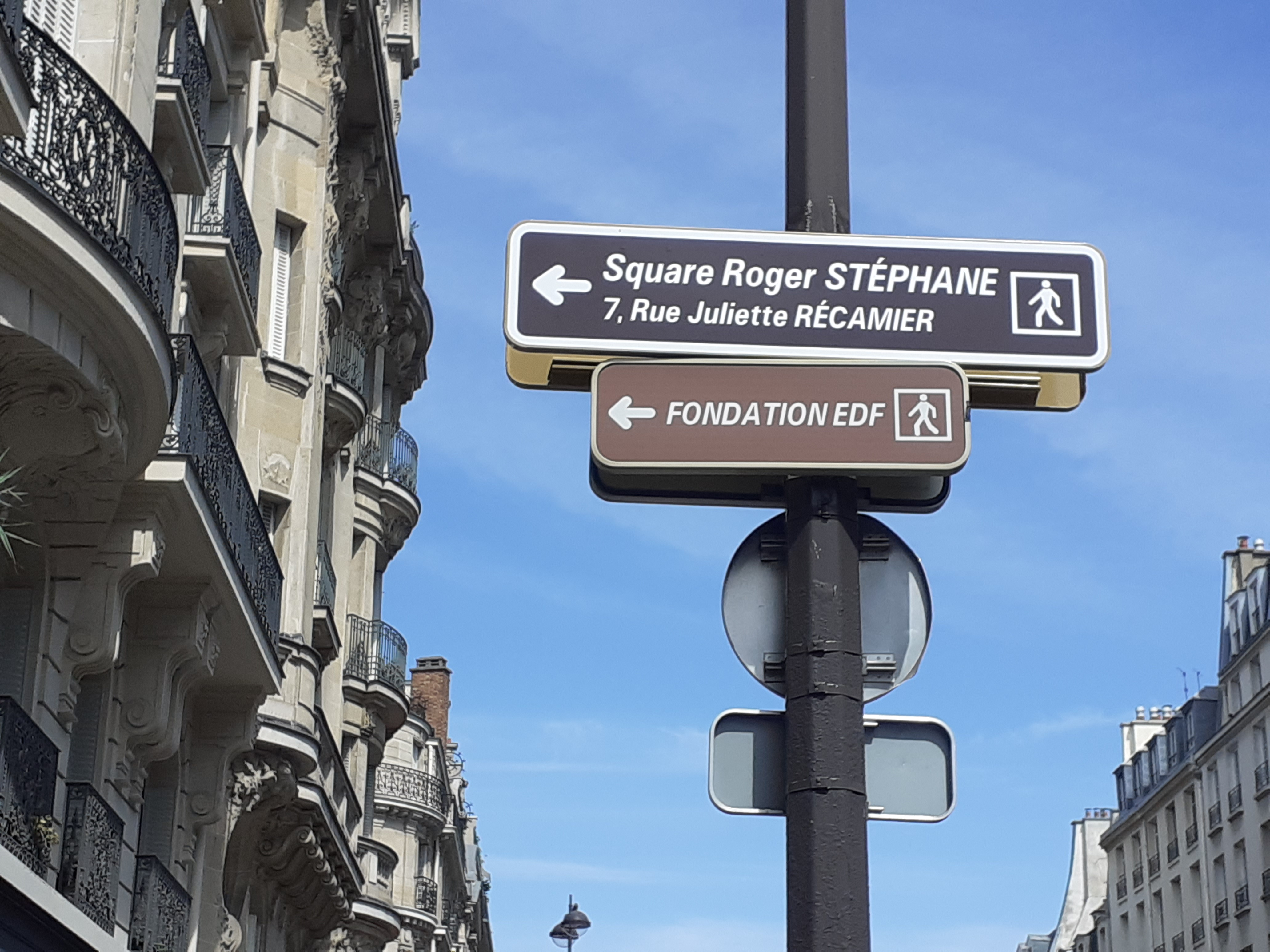
Panneau de signalisation situé rue de Sèvres.

- No 3 : siège de la Ligue de l'enseignement, inauguré le 30 octobre 1909[7], qui occupe l'immeuble mitoyen d'une ancienne salle de spectacle construite en 1908 par Charles Blondel pour la Ligue[8] sur l'emplacement de la chapelle du couvent[9]. Elle devient en 1919 le théâtre Récamier, salle qui hébergea Jean Vilar et la Compagnie Renaud-Barrault expulsée de l'Odéon après mai 1968. Cette troupe occupera la salle jusqu'en 1975. Ce fut ensuite une salle de répétition de la Comédie-Française jusqu'en 2008. La salle étant devenue insalubre, un plan de rénovation est en projet.
- No 4 : restaurant Le Récamier, fréquenté par de nombreuses personnalités du monde politique[10],[11], médiatique et littéraire[12]. Le 2 décembre 1980, jour de son suicide, l’écrivain Romain Gary y a déjeuné avec son éditeur Claude Gallimard[13].
- No 6 : Fondation groupe EDF, lieu d'expositions temporaires aménagé dans l'ancien bâtiment de la sous-station de Sèvres de la Compagnie parisienne de distribution d'électricité, datant du début du XIXe siècle.
- No 7 : square Roger-Stéphane.